# Port de Yangshan
Pour les articles homonymes, voir Yangshan.

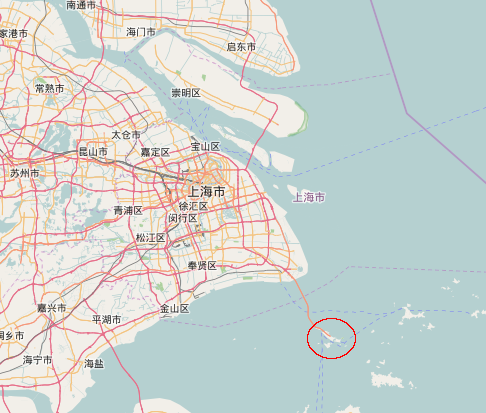
Port de Yangshan

Le port de Yangshan (chinois simplifié : 洋山深水港 ; chinois traditionnel : 洋山深水港 ; pinyin : Yángshān shēnshuǐ gǎng ; litt. « Port en eau profonde de Yangshan ») est un terminal conteneurs en eau profonde situé dans la baie de Hangzhou. Ce terminal dépend du port de Shanghai, le port le plus actif du monde.
Les premières installations de Yangshan ont ouvert en 2005, construites en partie sur les îles Yangshan, de petites îles totalement transformées pour accueillir les infrastructures. Le port est relié au continent par le pont de Donghai de 32,5 kilomètres, dont 26 kilomètres en continu au-dessus de la mer.

## Histoire du projet

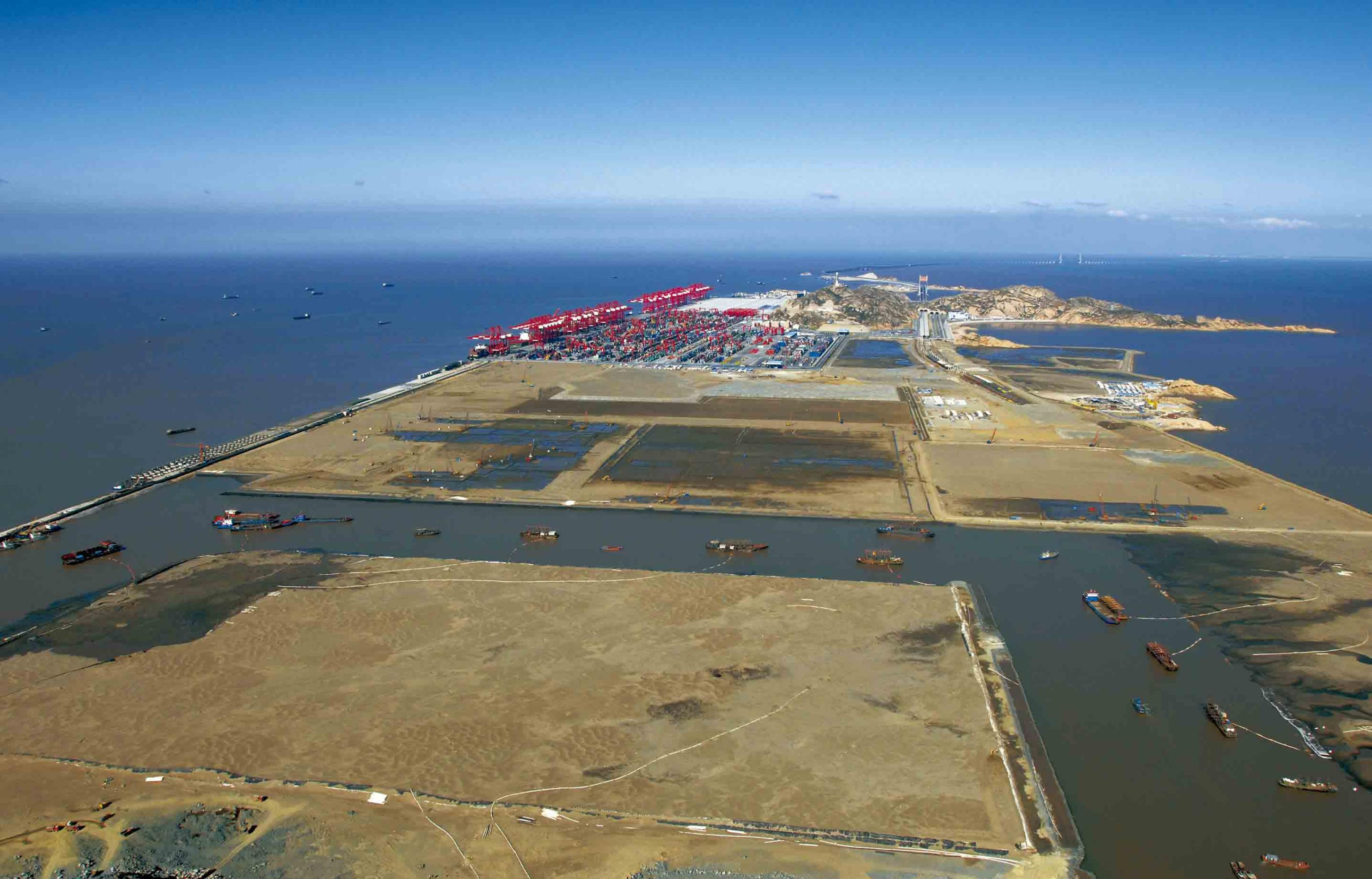
Travaux de remblaiement en 2007 sur le site du port de Yangshan.

Après avoir dépassé le port de Rotterdam en 2003, celui de Hong Kong en 2004, et celui de Singapour en 2005, le port de Shanghai est désormais, grâce au dynamisme de la Chine, le plus important port du monde. Mais le port est complètement engorgé, à l'étroit dans l'embouchure du Yangzi Jiang, avec un tirant d'eau limité à dix mètres, alors que son trafic connaît une croissance annuelle de 30 %.
En 2000-2001, il est décidé de construire un nouveau port en eaux profondes (tirant d'eau de 15,5 mètres) sur les îles Yangshan au large de Shanghai. Le nouveau port devant être relié au continent, commence la construction d'un pont de 31,5 kilomètres de long entre la côte et les îles : c'est le pont de Donghai, le plus long du monde lors de son inauguration, qui a été dépassé en 2008 par le pont de la baie de Hangzhou, plus en amont, qui mesure 36 km, puis en 2010 par le pont de la baie de Qingdao (41 km).
La première dalle (« Phase-1 ») construite à l'extrémité occidentale est inaugurée en décembre 2005 et comprend dix portiques Post-Panamax bardées d'électronique avec une capacité de 3 millions d'EVP par an. Une deuxième dalle est ensuite construite (« Phase-2 »), inaugurée en décembre 2006, d'une surface de 72 hectares, soutenue par 2 819 piliers et desservie par quinze portiques Post-Panamax, portant la capacité de l'ensemble à 10 millions d'EVP. La suite du projet est de construire une troisième puis une quatrième dalle, portant la longueur des quais pour porte-conteneurs à 10 km, avec une capacité théorique de 25 millions d'EVP. La phase 4 du projet est inaugurée en décembre 2017. 

## Description
Cette extension du port de Shanghai est située en mer de Chine orientale, dans la baie de Hangzhou, au sud-est de l'agglomération de Shanghai et à 27 kilomètres des côtes. Il a été construit à partir d'un groupe de petites îles anciennement îles de pêcheurs, se trouvant dans le xian de Shengsi, dépendant de la ville-préfecture de Zhoushan dans la province du Zhejiang. L'opérateur est celui de l'ensemble du port de Shanghai : le Shanghai International Port Group.
Le quai pour les porte-conteneurs s'étire depuis 2011 sur 5,6 kilomètres (3 km pour la première dalle et 2,6 km pour la deuxième), avec un tirant d'eau de 15,5 mètres, auquel se rajoutent les terre-pleins servant au stockage des boîtes sur 700 m en arrière du quai, ainsi que deux terminaux gazier et pétrolier à l'extrémité orientale.
Le pont reliant le port au continent (les zones industrielles et logistiques de Guoyuan, de Lingang et de Luchuogang dans le district de Pudong) ondule en pleine mer sur 31,5 kilomètres de long avant d'atteindre son objectif, afin de suivre les hauts-fonds capables de soutenir les fondations. L'autoroute Shanghai–Luhugang (en), payante, y mène, reliant le port au périphérique extérieur de Shanghai (en).

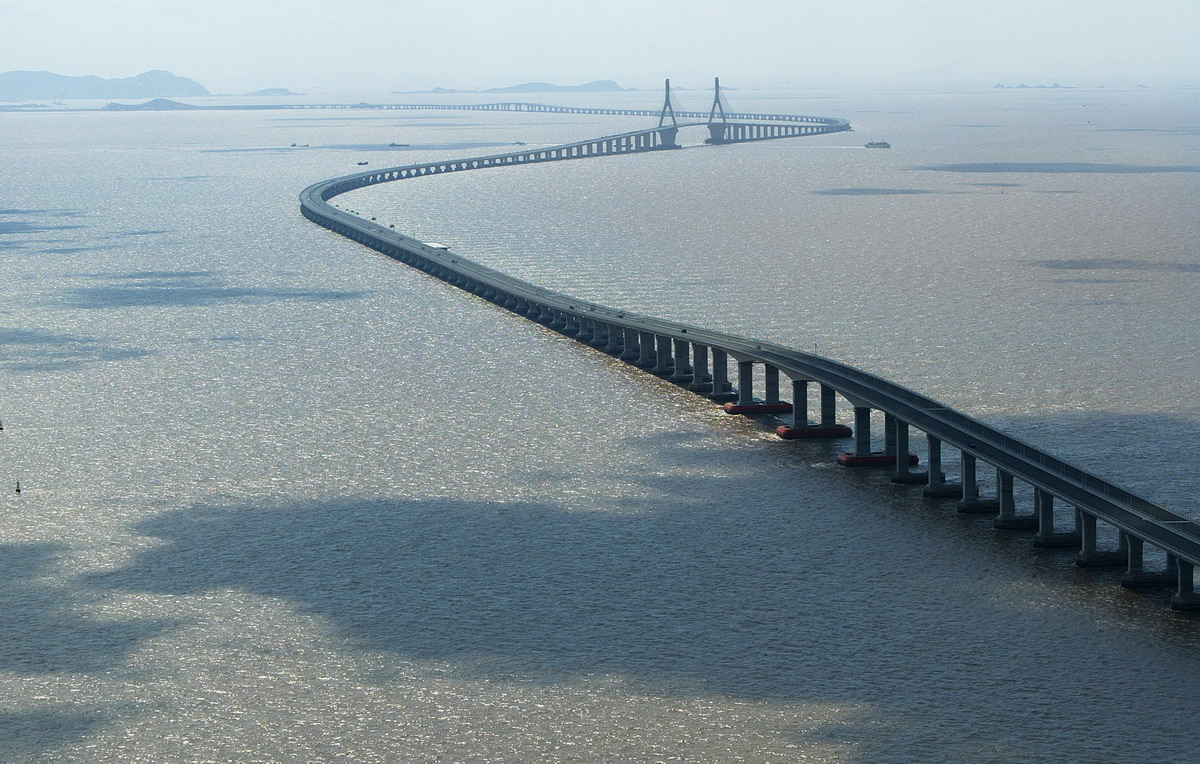
Pont de Donghai.
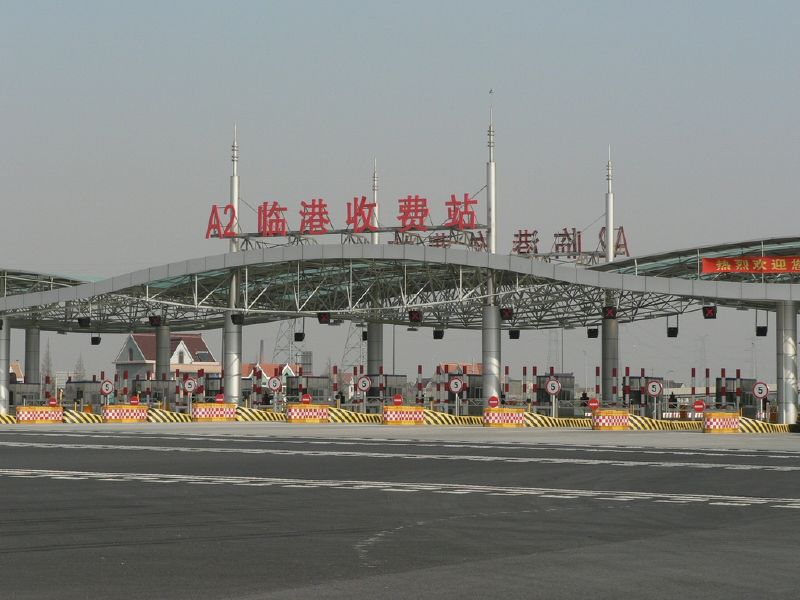
Entrée de la zone portuaire.
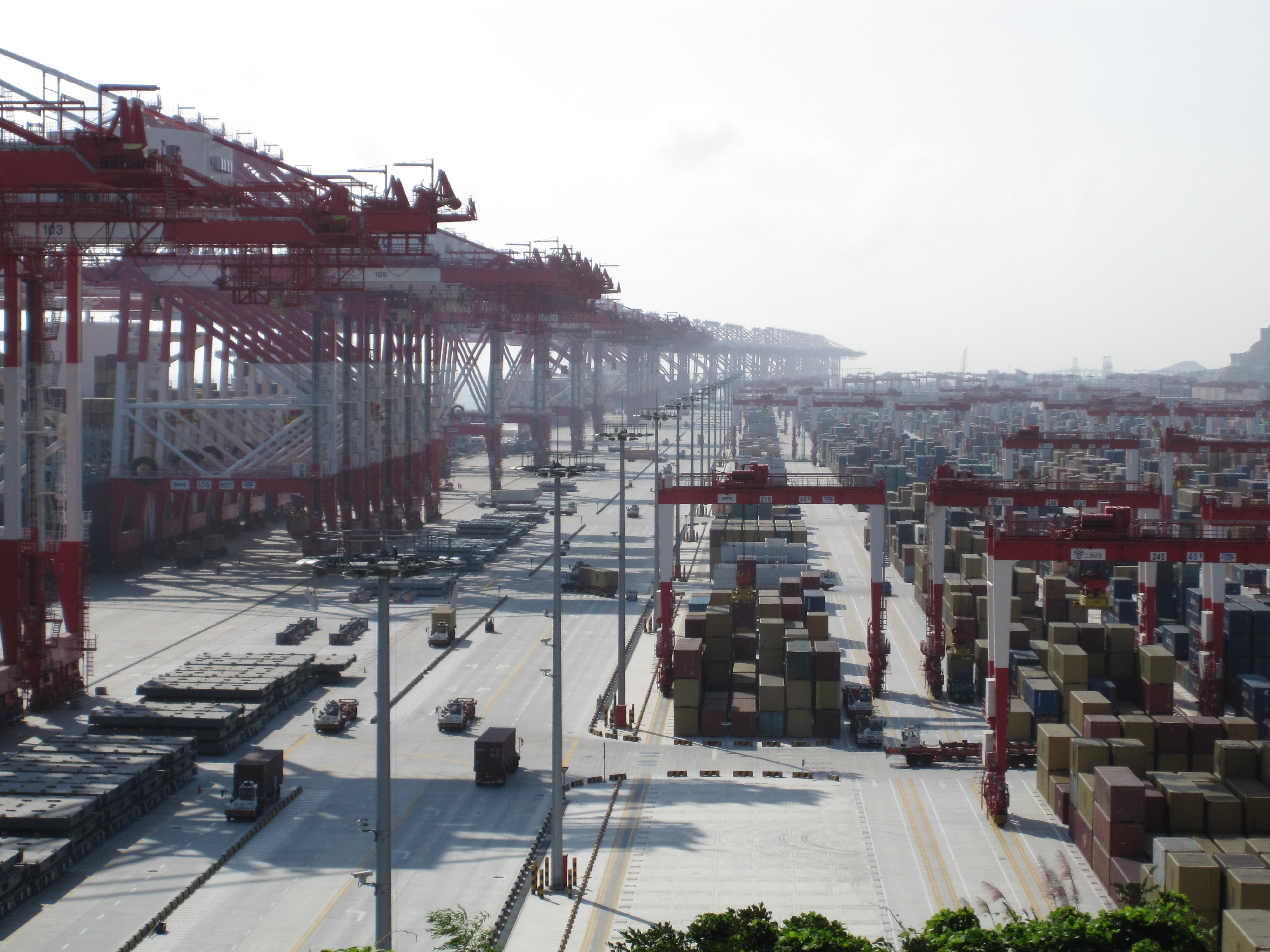
Vue très partielle des portiques et des aires de stockage des conteneurs.
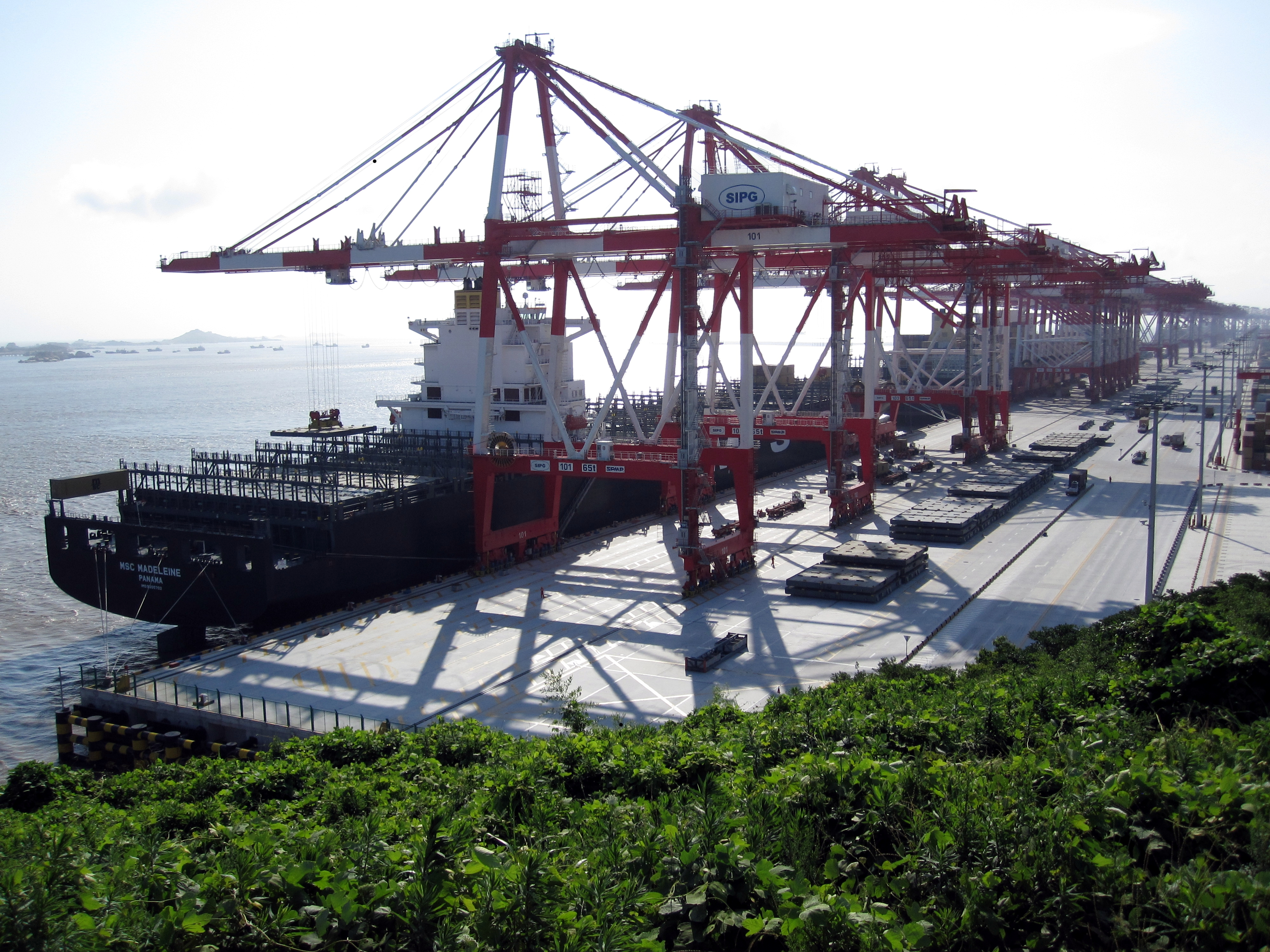
L'extrémité orientale du quai en 2009.

Vue panoramique du sud-ouest du port.